# Juillet 1889

## Événements
- 3 juillet, France : catastrophe à Saint-Étienne, un coup de grisou ensevelit plus de deux cents mineurs.

- 9 juillet, France : loi abolissant le vaine pâture.

- 12 juillet : loi restrictive sur les migrations en Russie. Nécessité d’une permission du ministère de l’Intérieur et du ministère des Domaines de l’État.

- 14 juillet :
  - Fondation de la IIe Internationale à Paris. Réunie à l’initiative des sociaux-démocrates allemands, la nouvelle Internationale, qui reconnaît l’autonomie des partis, se refuse à intervenir dans les affaires intérieures des partis. Il lui faudra plus de dix ans pour se doter d’institutions permanentes.
  - Fondation à Istanbul par l’opposition libérale du Comité Union et Progrès (CUP), qui diffuse ses idées laïques et positivistes à travers l’Empire ottoman par la formation de cellules clandestines composées principalement de fonctionnaires et d’officiers.

- 15 juillet, France : la loi Freycinet sur le recrutement de l’armée fixe la durée du service militaire actif à trois ans dans le cadre d'un service personnel (plus de remplacement depuis 1872), obligatoire et universel, mais inégal. Un tirage au sort lors du conseil de révision indique au conscrit la durée de son futur service militaire : 1 ou 3 ans. Elle limite les dispenses, le recrutement s’applique désormais aux étudiants[1] et aux élèves ecclésiastiques, d'où son nom de loi des "curés sac au dos".[2].

- 24 juillet : suppression des juges de paix en Russie, sauf dans les grandes villes. Création dans les districts de campagne du chef rural (Zemski natchalnik), cumulant pouvoirs administratifs et judiciaires. Noble, nommé par le gouvernement, il dépend du ministère de l’Intérieur.

- 31 juillet : fondation de la Compagnie de chemin de fer du Bas-Congo, filiale de la Compagnie du Congo pour le commerce et l’industrie chargée de construire la ligne Matadi-Léopoldville, est dotée de vastes territoires (616 000 ha).

## Naissances
- 5 juillet : Jean Cocteau, écrivain, cinéaste et dessinateur français († 11 octobre 1963).
- 6 juillet : Louis Mottiat, coureur cycliste belge († 5 juin 1972).
- 9 juillet :
  - James Paul Chapin, ornithologue américain († 1964).
  - Léo Dandurand, propriétaire de club sportif.
- 30 juillet :
  - Frans Masereel, graveur et peintre belge.
  - Horace Alexander, Quaker britannique, professeur et écrivain, pacifiste et ornithologue († 1989).

## Décès
- 5 juillet : John Norquay, premier ministre du Manitoba.
- 8 juillet : Florian Miładowski, compositeur polonais (° 4 mai 1819).
- 14 juillet :
  - Antoine-Sébastien Falardeau, artiste peintre.
  - Félix Grabowski (né en 1817), sculpteur français.
- 15 juillet : Otto von Thoren (né en 1828), peintre autrichien.
- 20 juillet :
  - Anton Ausserer, naturaliste allemand spécialiste des araignées (° 1843).
  - Elvira Madigan, artiste de cirque danoise (° 1867).